# Clock Tower (serie)
Clock Tower (クロックタワー?, Kurokku Tawā) è una serie di videogiochi survival horror ideata dalla Human Entertainment.

## Caratteristiche
Basata sull'idea di presentare allo spettatore un film horror e di farlo vivere in prima persona, il concetto e l'originalità che vi è dietro alla serie Clock Tower è quella di utilizzare ciò che circonda il protagonista con l'intento di nascondersi per sfuggire ai mostri che ci inseguono durante l'evolversi della trama, offrire un'ampia varietà di finali in base alle scelte del giocatore (fino a 20) e una storia complessa.
Il personaggio principale delle varie creazioni è solitamente una piccola ragazza o comunque un personaggio impaurito dagli eventi e dagli inseguitori, spesso serial killer o terrificanti mostri.

## Serie principale
- Clock Tower, sviluppato dalla Human Entertainment per la ASCII Entertainment. Pubblicato nel 1995 per Super Famicom è stato riprodotto per PlayStation nel 1997 (sotto il nome di Clock Tower: The First Fear per distinguerlo dal seguito, omonimo in occidente) e per Windows 95 e WonderSwan nel 1999. Sebbene non abbia mai lasciato ufficialmente i confini nipponici, è divenuto famoso in occidente grazie a traduzioni amatoriali (fino al 2024, quando è uscita la versione occidentale ufficiale sotto forma di remastered con il titolo di "Clock Tower Rewind", realizzata dalla WayForward e distribuita dalla Limited Run Games). Questo capitolo è il terzo survival horror della storia dei videogiochi, essendo uscito tre anni dopo Alone in the Dark e sei dopo Sweet Home, capostipite del genere. Presenta nove finali differenti.
- Clock Tower (Clock Tower II in Giappone), sviluppato dalla Human Entertainment per la ASCII Entertainment. Pubblicato nel 1997 per PlayStation, permette di giocare con diverse combinazioni di personaggi, portando il numero di finali possibili a dieci. È ambientato un anno dopo il primo capitolo.
- Clock Tower 3, sviluppato dalla sunsoft e dalla Capcom e pubblicato da quest'ultima nel 2002 per PlayStation 2.

## Spin-off
- Clock Tower II: The Struggle Within, (Clock Tower: Ghost Head in Giappone), sviluppato dalla Human Entertainment e pubblicato dalla stessa casa di sviluppo e dalla Agetec. Pubblicato nel 1998 (Giappone, e nel 1999 (Europa) per PlayStation. Questo capitolo è in realtà uno spin-off della serie, slegato narrativamente dai precedenti; presenta tredici finali.
- Haunting Ground (Demento in Giappone), sviluppato da Capcom Production Studio 1 per Capcom. Pubblicato nel 2005 per PlayStation 2, condivide in parte la storia di Clock Tower 3 e le meccaniche di gioco canoniche della serie benché, a causa di problemi nello sviluppo, sia un titolo a sé stante.
- Project Scissors: NightCry, di Playism Games, sviluppato da Nude Maker e pubblicato nel 2016 per Steam e su Playstation Vita in seguito ad una campagna Kickstarter di successo, viene presentato come sequel spirituale della serie horror oggi di Capcom, condividendone l'autore, Hifumi Kono con la collaborazione di Kinji Fukasaku, Masahiro Ito e Chris Darril, ma divenendo purtroppo un fallimento di critica e pubblico.

Nel 2018 il survival horror Remothered: Tormented Fathers di Darril Arts debutta sul mercato internazionale, affermando di essere stato pesantemente ispirato al survival horror di Capcom. Premiato da critica e pubblico viene presto incoronato come erede, nonché seguito spirituale, della saga giapponese di culto Clock Tower.

## Storia
Dopo la crisi della Human Entertainment nel 1999, il marchio di Clock Tower passò a Sunsoft. Il terzo capitolo della serie è stato sviluppato dalla Sunsoft insieme alla Capcom e pubblicato da quest'ultima. Dei vari titoli della serie è anche l'unico a supportare un gameplay in tempo reale in contrasto con gli altri, in stile punta e clicca.

## Film
La notizia è nata il 21 giugno 2006, quando fu annunciato un film basato sulla serie di Clock Tower. Si pensa a Jorge Olguín come regista. Per quanto riguarda la trama non è chiaro a quale episodio possa essere correlato o se sia un misto fra i vari titoli, dovrebbe trattarsi di una ragazza che torna a casa anche se ha ricevuto una telefonata in cui veniva avvisata di non tornarci.

## Project Scissors: NightCry
Definito il successore spirituale di Clock Tower.
il 25 settembre 2014, è stato celebrato il ventesimo anniversario di Clock Tower. 
Di seguito venne pubblicata la notizia che; la casa di produzione Nude Maker sia al lavoro su un nuovo progetto chiamato Project Scissors: NightCry, poi lanciato sul mercato nel 2016 divenendo, purtroppo, un insuccesso di critica e pubblico.
La trama:
A bordo della lussuosa nave da crociera Oceanous che, attraversando le acque oceaniche, è colpita da una serie di misteriosi e macabri omicidi che non risparmiano nemmeno i membri dell'equipaggio, alcuni passeggeri e potenziali superstiti/naufraghi avranno il compito di risolvere il mistero che avvolge il transatlantico, tampinati da una misteriosa creatura armata di cesoie, in modo da mettere in salvo la loro vita e quella dei superstiti innocenti.
Al progetto hanno aderito una serie di nomi noti nel panorama videoludico internazionale: Masahiro Ito, noto designer della saga Silent Hill, Takashi Shimizu, regista ed autore della saga Ju-on e The Grudge, Nobuko Toda, acclamata musicista di Metal Gear Solid, Halo, Chris Darril artista autore made in Italy già director del canadese Forgotten Memories: Alternate Realities e del caso indie Remothered: Tormented Fathers e Kiyoshi Arai noto e visionario artista che ha firmato non pochi episodi della leggendaria saga Final Fantasy.
Ispirazioni
Il gioco è stato ispirato, almeno nelle fattezze di Jennifer Simpson (protagonista del primo Clock Tower) a Jennifer Connelly protagonista del film Phenomena (noto in America anche con il nome di Creepers) di Dario Argento.